# Despe
Die Despe ist ein östlicher Zufluss der Leine im niedersächsischen Landkreis Hildesheim.

## Name
Die ersten Erwähnungen des Flusses sind Espene (1302), Despemole (Despe-Mühle, 1310) und Despe (1345). Der Name leitet sich von altsächsisch aspa,
espa für 'Espe' ab.

## Verlauf
Die Despe hat ihre Quelle in Sibbesse und fließt in Richtung Westen. Sie fließt durch Möllensen, Hönze, Nienstedt, Eitzum, Barfelde und Gronau (Leine) und mündet dort in die Leine.

## Zuflüsse
Die Despe besitzt diverse Zuflüsse. Die nachfolgende Auflistung gibt einen Überblick:
- Salterbeek auf Höhe der sogenannten Möllenser Ecke
- Hahmbach in Eitzum
- Hufzitterbach in Barfelde (in den Hufzitterbach mündet zuvor auch der Zitterbach)

Ferner existieren weitere kleine Zuflüsse ohne Namen.

## Trivia
Die Despe war Namensgeber für die ehemalige eigenständige Gemeinde Despetal. Teil der Gemeinde waren die Ortsteile Barfelde, Eitzum und Nienstedt. Die einzelnen Ortsteile wurden am 1. November 2016 in die Stadt Gronau (Leine) eingemeindet.